# Гриценко Олена Миколаївна
Гриценко Олена Миколаївна (нар.11 березня 1940, м. Балаклія Харківської області) — українська фармацевтка, доктор фармацевтичних наук (1991), професорка (1994), академікиня Міжнародної академії інформатизації при ООН (1995), завідувачка кафедри фармакогнозії, а також кафедри фармацевтичної хімії та фармакогнозії Національної медичної академії післядипломної освіти імені П. Л. Шупика.

## Біографія
Олена Гриценко народилася 11 березня 1940 року у м. Балаклія на Харківщині
У 1961 році закінчила Харківський фармацевтичний інститут.
Впродовж 1961—1965 рр. працювала на посаді хіміка-аналітика контрольно-аналітичної лабораторії Донецького обласного аптечного управління та аптеки № 52 м. Києва.
У 1965—1968 рр. — аспірантка, у 1969—1976 рр. — асистентка (1969), а з 1976 р.  — доцентка Київського інституту удосконалення лікарів.
У 1986 році стала завідувачкою кафедри фармакогнозії, 1992 року — кафедри фармацевтичної хімії та фармакогнозії, а з 2004 року — професоркою кафедри контролю якості та стандартизації лікарських засобів Національної медичної академії післядипломної освіти імені П. Л. Шупика.
У 1998—2003 рр. була головою фармацевтичної комісії Державного наукового фармакологічного центру МОЗ України.

## Наукові здобутки
До наукових інтересів О. М. Гриценко належать фармакогнозія, фітохімія, взаємодія БАР у лікарських препаратах та прогнозування їх терапевтичної ефективності.
Олена Гриценко є авторкою понад 200 наукових праць, авторського свідоцтва, 4 патентів, довідника та монографії. Підготувала 3 кандидатів і 1 доктора фармацевтичних наук.
Основні праці:
- Фитохимическое изучение рода пикульник (канд. дис.). — К., 1969;
- Растительные полисахариды и биологически активные вещества фенольной, лактонной и пиразолоновой природы в модельных системах и лекарственных средствах (докт. дис.). — К., 1991;
- Справочник провизора-аналитика. — К., 1989 (співавт.);
- Природна сила природних засобів лікування // Вісник фармакології та фармації. — 2005. — № 10;
- Досвід контролю знань та визначення рівня підготовки провізорів з якості лікарських засобів на кафедрі фармацевтичної хімії і фармакогнозії // Зб. наук. праць співробітників КМАПО ім. П. Л. Шупика. -К., 2003. -Вип. 12, кн. 2. — C. 1013—1016.
- Духовные аспекты практической деятельности врача и провизора. — Львов, 2006 (під заг. ред. і співавт.).

## Громадська і наукова
1. Член редакційних колегій і редакційних рад періодичних видань:
- Науково-практичний журнал «Фармацевтичний журнал»  [Архівовано 28 грудня 2011 у Wayback Machine.]

2. Член Спеціалізованих Вчених рад по захисту дисертацій здобуття наукового ступеня доктора фармацевтичних наук за спеціальністю 15.00.01- технологія ліків, організація фармацевтичної справи та судова фармація:
- Д 26.613.04 при Національній медичній академії післядипломної освіти ім. П. Л. Шупика (м. Київ)
- 1996—1999 рр. — голова спеціалізованої Вченої ради при Національній медичній академії післядипломної освіти імені П. Л. Шупика.
- 2006 р. — член оргкомітету спеціалізованої виставки-конференції «Здоров'я. Довголіття. Нація. Народна і нетрадиційна медицина світу».
- з 2004 р. — член ВАК України.